# Georges Lamousse
Georges Lamousse (né le 23 décembre 1909 à Droux et mort le 1er août 1992 à Magnac-Laval) est un professeur d'école normale et homme politique français. 

## Biographie
Professeur dans une école normale, Georges Lamousse est élu sénateur de la Haute-Vienne le 26 avril 1959 et réélu le 22 septembre 1968, en place jusqu'en septembre 1977. Il est aussi vice-président du conseil général de la Haute-Vienne, conseiller régional du Limousin et maire de Droux.